# Кулеші (Молодечненський район)
Кулеші (біл. вёска Куляшы) — село в складі Молодечненського району Мінської області, Білорусь. Село підпорядковане Холхлівській сільській раді, розташоване в західній частині області.

## Iсторія
У 1921–1945 роках село знаходилось у Польщі, у Вільнюській воєводствi, Вілейського повіту, c 1927 Молодечненського повіту гміні Гарадок.

## Населення
- 1866 рік - 22 люди, 3 будинки[1]
- 1921 рік - 34 люди, 6 будинки[2].
- 1931 рік - 47 люди, 8 будинки[3].